# Maafaru (Raa-atol)
Maafaru is een van de onbewoonde eilanden van het Raa-atol behorende tot de Maldiven.